# Langdon Cheves
Langdon Cheves (ur. 17 września 1776 w hrabstwie Abbeville, zm. 26 czerwca 1857 w Columbii) – amerykański polityk.

## Życiorys
Urodził się 17 września 1776 na terenie hrabstwa Abbeville, gdzie jego rodzina schroniła się przed atakami Czirokezów. Był synem Szkota Alexandra Chevesa i jego żony Mary Landgdon. Początkowo pobierał nauki w domu, by potem uczyć się w Abbeville i Charleston. W tym ostatnim mieście studiował nauki prawne, został przyjęty do palestry i otworzył prywatną praktykę. W latach 1802–1804 i 1806–1808 zasiadał w legislaturze stanowej Karoliny Południowej, a od 1808 roku pełnił funkcję stanowego prokuratora generalnego. W 1810 roku wygrał uzupełniające wybory do Izby Reprezentantów (z ramienia Partii Demokratyczno-Republikańskiej), mające obsadzić wakat powstały po rezygnacji Roberta Mariona. Był zdecydowanym zwolennikiem wojny z Wielką Brytanią. W latach 1814–1815 pełnił rolę spikera izby niższej. Mandat kongresmana pełnił do 1815, kiedy to odmówił ubiegania się o reelekcję, a także nie przyjął oferty objęcia stanowiska sekretarza skarbu w gabinecie Jamesa Madisona. Powrócił do praktykowania prawa i rok później został sędzią sądu stanowego na trzy lata. Wiosną 1819 roku odmówił nominacji na sędziego Sądu Najwyższego i został prezesem Drugiego Banku Stanów Zjednoczonych. Przez większość lat 20. XIX wieku mieszkał w Filadelfii i Waszyngtonie, jednak w 1829 roku powrócił do Karoliny Południowej, gdzie zajął się uprawą ryżu. Gubernator stanu zaproponował mu start w wyborach uzupełniających do Senatu (mające obsadzić wakat po śmierci Johna Calhouna), jednak Cheves odmówił. Od czasu kryzysu nullifikacyjnego był zwolennikiem secesji Karoliny Południowej. Zmarł 26 czerwca 1857 roku w Columbii.